# Fujiya Co.

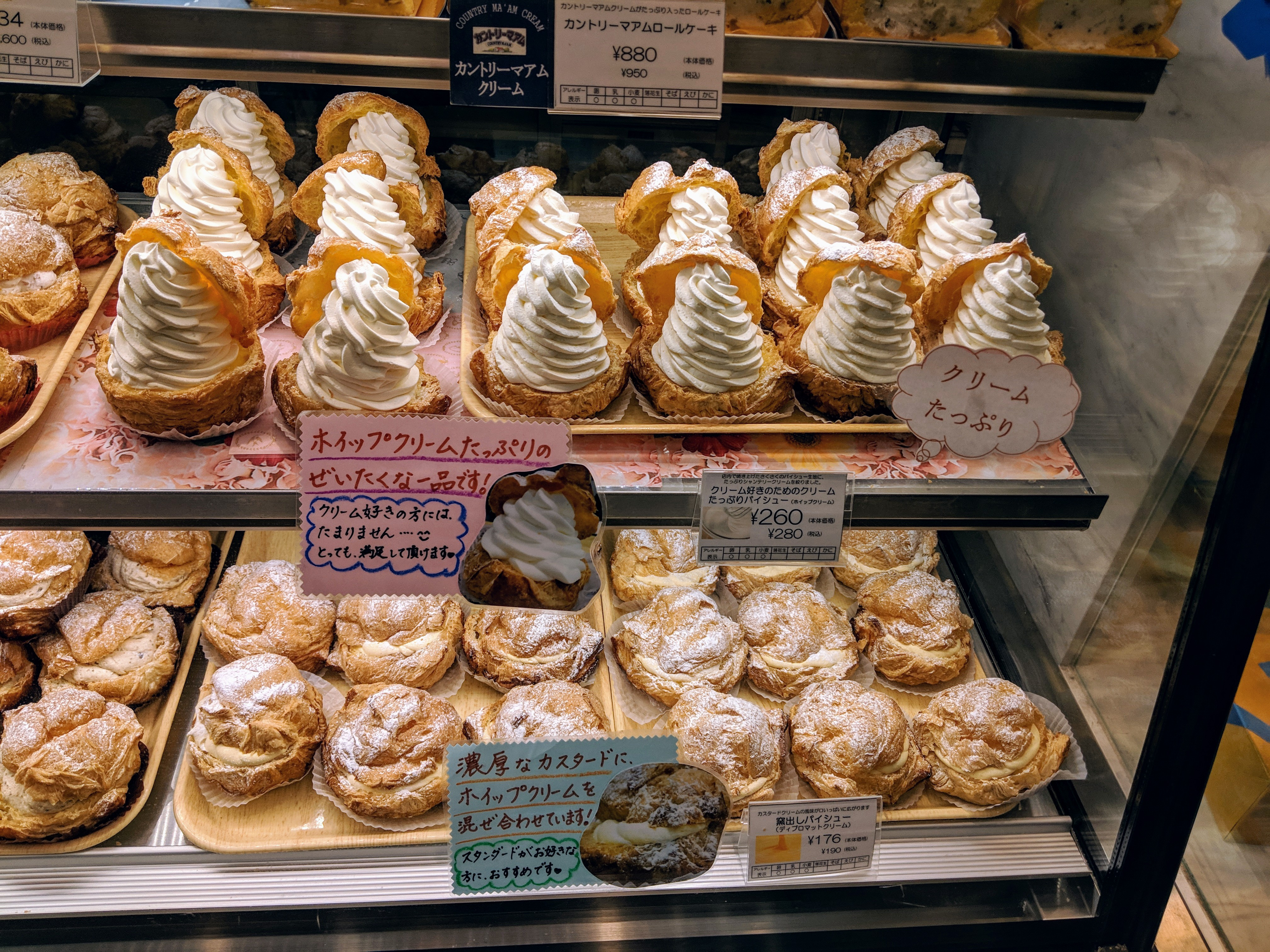

Fujiya Food Service Co., Ltd. (株式会社不二家) (TYO: 2211) é uma rede nacional de lojas de confeitaria e restaurantes no Japão. Sua primeira loja foi fundada em 1910, em Yokohama.

## Mascote
O mascote da Fujiya é a Peko-chan, uma menina com tranças lambendo os lábios. Peko-chan é um ícone de marketing bem conhecido no Japão, onde bonecos em tamanho natural da mascote são comumente vistos em pé por todo o país nas redes de lojas.

## Escândalo de 2007
Em janeiro de 2007, a Fujiya foi objeto de um escândalo quando se soube que a empresa tinha usado ingredientes vencidos em seus produtos, o que levou a demissão do seu presidente, Rintaro Fujii.